# A12 (Kroatië)
De Kroatische Autocesta 12 is een toekomstige snelweg van het knooppunt Sveta Helena (met de Autocesta 4) nabij Zagreb naar de Hongaarse grensovergang nabij Gola. In Hongarije wordt de weg in de toekomst voortgezet als M9.
De A12 gaat samen met de toekomstige A13 de zogenaamde Podravina-Bilogorje Ypsilon vormen. De weg is sinds april 2009 in aanbouw.
A1 · A2 · A3 · A4 · A5 · A6 · A7 · A8 · A9 · A10 · A11 · A12 · A13